# The Unwelcome Mrs. Hatch
The Unwelcome Mrs. Hatch is een Amerikaanse dramafilm uit 1914 onder regie van Allan Dwan.

## Verhaal
Marian Lorimer wil haar overspelige man Richard verlaten voor iemand anders. Omwille van haar dochter bedenkt ze zich op het laatste moment, maar Richard weigert haar terug te nemen. Na de scheiding gaat Marian door het leven als "mevrouw Hatch". Als ze jaren later terugkeert, doet ze zich voor als naaister op de bruiloft van haar dochter.

## Rolverdeling
| Acteur            | Personage       |
| ----------------- | --------------- |
| Henrietta Crosman | Mevrouw Hatch   |
| Walter Craven     | Richard Lorimer |
| Lorraine Huling   | Gladys Lorimer  |
| Minna Gale        | Mevrouw Lorimer |
| Harold Lockwood   | Jack Adrian     |
| Paul Trevor       | Harry Brown     |
| Gertrude Norman   | Agnes           |